# Estrecho de Mátochkin
El estrecho de Mátochkin (del ruso: Maточкин Шар, Mátochkin Shar) es un estrecho marino localizado entre las dos grandes islas del archipiélago ártico de Nueva Zembla. Separa la isla Séverny, al norte, de la isla Yuzhny, al sur, conectando las aguas del mar de Barents con las del mar de Kara. Tiene aproximadamente 100 kilómetros de longitud, y su ancho es, en su parte más angosta, de alrededor de 600 metros. Se encuentra cubierto de hielo la mayor parte del año.
Entre 1963 y 1990 se llevaron a cabo en él 39 pruebas nucleares subterráneas.
- Datos: Q908356
- Multimedia: Matochkin Strait / Q908356